# Viaggio alla città dei morti
Viaggio alla città dei morti (Voyage to the City of the Dead) è un romanzo di fantascienza del 1984 scritto da Alan Dean Foster, ambientato nell'universo dello Humanx Commonwealth.

## Trama
Etienne e Lyra sono su Tslamaina, un mondo abitato da tre razze indigene che si sono insiediate a diverse quote di altezza, i Mai gli Tsla e i Na, da cui il nome del pianeta. I due scienziati vogliono risalire il fiume Skar fino alle sorgenti per studiare sia la geologia sia la sociologia delle tre razze.
Il viaggio dovrebbe essere tranquillo, ma si rivela molto più pericoloso di quanto pensavano e alla fine, secondo leggende, ci dovrebbe essere una leggendaria "città dei morti", ma sarà davvero ardua da trovare.